# CWA Ian Fleming Steel Dagger
Il CWA Ian Fleming Steel Dagger è un premio letterario assegnato annualmente dalla Crime Writers' Association al miglior romanzo thriller, d'avventura o di spionaggio nella tradizione della serie di James Bond di Ian Fleming, autore a cui è appunto intitolato il premio.
È stato fondato nel 2002, esattamente a cinquant'anni di distanza dalla stesura del primo romanzo della serie di James Bond, Casino Royale, poi pubblicato nel 1953.
È sponsorizzato dalla Ian Fleming Publications Ltd.

## Vincitori e candidati
I vincitori sono indicati in grassetto. A seguire la short-list dei finalisti.

### Anni 2002-2009
- 2002: The Sirius Crossing di John Creed
  - The Master of Rain di Tom Bradby
  - A prova di killer (Without Fail) di Lee Child
  - L'ostaggio (Hostage) di Robert Crais
  - Quando il ghiaccio si scioglie (Lime's billede) di Leif Davidsen
  - Il boia francese (The French Executioner) di C. C. Humphreys
  - L'uomo che uccide (Tango One) di Stephen Leather
- 2003: The Small Boat of Great Sorrows di Dan Fesperman
  - La vittima designata (Persuader) di Lee Child
  - Due piani sopra l'inferno (Candlemoth) di Roger Jon Ellory
  - The Nightspinners di Lucretia Grindle
  - The Company (The Company) di Robert Littell
  - Rebus (Empire State) di Henry Porter
  - Traitor's Kiss di Gerald Seymour
- 2004: Il giardino delle belve (Garden of Beasts) di Jeffery Deaver
  - The Warlord's Son di Dan Fesperman
  - Paranoia di Joseph Finder
  - Le notti di Tokyo  (Tokyo) di Mo Hayder
  - Hard Landing di Stephen Leather
  - Ballata irlandese (Dead I Well May Be) di Adrian McKinty
  - The Confessor di Daniel Silva
- 2005: L'uomo di Brandeburgo (Brandenburg) di Henry Porter
  - La casa dei corpi (A Blind Eye) di G. M. Ford
  - A Good Day to Die di Simon Kernick
  - The Apothecary's House di Adrian Matthews
  - I codici del labirinto (Labyrinth) di Kate Mosse
  - Il segreto della doppia croce (Double Cross Blind) di Joel Ross
  - A Death in Vienna di Daniel Silva
- 2006: L'esorcismo di Mr Clarinet (Mr. Clarinet) di Nick Stone
  - Avvocato di difesa (The Lincoln Lawyer) di Michael Connelly
  - Sweet Gum di Jo-Ann Goodwin
  - Orrore sull'isola (Pig Island) di Mo Hayder
  - The messenger - terrore al Vaticano (The Messenger) di Daniel Silva
  - The Mercy Seat di Martyn Waites
  - Contact Zero di David Wolstencroft
- 2007: Sulla pelle (Sharp Objects) di Gillian Flynn
  - Codice Al-Qaeda (The Faithful Spy) di Alex Berenson
  - Estate di morte (The Woods) di Harlan Coben
  - City of Lies di R. J. Ellory
  - The Intruders di Michael Marshall Smith
  - The Night Ferry di Michael Robotham
  - L'ombra della verità (Triptych) di Karin Slaughter
- 2008: Bambino 44 (Child 44) di Tom Rob Smith
  - Ritual (Ritual) di Mo Hayder
  - I See You di Gregg Hurwitz
  - Il manipolatore (Shatter)  di Michael Robotham
  - The Echelon Vendetta di David Stone
- 2009: Il rito del fuoco (The Last Child) di John Hart
  - La lista (The Brass Verdict) di Michael Connelly
  - Nei luoghi oscuri (Dark Places) di Gillian Flynn
  - Calumet City di Charlie Newton
  - Le regole di Mosca (Moscow Rules) di Daniel Silva
  - Il turista (The Tourist) di Olen Steinhauer
  - The Interrogator di Andrew Williams

### Anni 2010-2019
- 2010: A Loyal Spy di Simon Conway
  - The Dying Light di Henry Porter
  - Innocente (Innocent) di Scott Turow
  - L'ora dei gentiluomini (The Gentlemen's Hour) di Don Winslow
- 2011: Combinazione mortale (The Lock Artist) di Steve Hamilton
  - The Good Son di Michael Gruber
  - Cold Rain di Craig Smith
  - Non ti addormentare (Before I Go To Sleep) di S. J. Watson
- 2012: A Foreign Country di Charles Cumming
  - Dare Me di Megan Abbott
  - L'indice della paura (The Fear Index)  di Robert Harris
  - Gioco mortale (Reamde) di Neal Stephenson
- 2013: L'ombra (Ghostman) di Roger Hobbs
  - Ratlines di Stuart Neville
  - Quindici cadaveri (The Sentinel)  di Mark Oldfield
  - Capital Punishment di Robert Wilson
- 2014: L'ufficiale e la spia (An Officer and a Spy) di Robert Harris
  - Fino in fondo (Apple Tree Yard) di Louise Doughty
  - Pilgrim (I Am Pilgrim) di Terry Hayes
  - L'affare Cage (Natchez Burning) di Greg Iles
- 2015: L'orlo del baratro (Cop Town) di Karin Slaughter
  - Missing di Sam Hawken
  - La ragazza del treno (The Girl on the Train) di Paula Hawkins
  - Nobody Walks di Mick Herron
  - The White Van di Patrick Hoffman
  - The Night The Rich Men Burned di Malcolm Mackay
  - Quelli che meritano di essere uccisi (The Kind Worth Killing) di Peter Swanson
- 2016: Il cartello (The Cartel) di Don Winslow
  - Make Me di Lee Child
  - Rain Dogs di Adrian McKinty
  - Real Tigers di Mick Herron
  - La spia inglese (The English Spy) di Daniel Silva
- 2017: Spook Street di Mick Herron
  - You Will Know Me di Megan Abbott
  - The Killing Game di J.S. Carol
  - We Go Around in the Night and are Consumed by Fire di Jules Grant
  - Redemption Road di John Hart
  - The Constant Soldier di William Ryan
- 2018:  Texas blues  (Bluebird, Bluebird) di Attica Locke
  - London Rules di Mick Herron
  - If I Die Before I Wake di Emily Koch
  - La madre bugiarda (An Act of Silence) di Colette McBeth
  - L'uomo di gesso (The Chalk Man) di C.J.Tudor
  - Corruzione (The Force) di Don Winslow
- 2019: To the Lions  di Holly Watt
  - Dammi la mano (Give me your Hand) di Megan Abbott
  - Safe Houses di Dan Fesperman
  - Killing Eve: No Tomorrow di Luke Jennings
  - Lives Laid Away di Stephen Mack Jones
  - Un caso complicato per l'ispettore Turner (Memo from Turner) di Tim Willocks

### Anni 2020-in poi
- 2020: November Road (November Road) di Lou Berney
  - This is Gomorrah di Tom Chatfield
  - One Way Out di A.A. Dhand
  - Between Two Evils di Eva Dolan
  - Cold Storage di David Koepp
  - L'uomo dei sussuri (The Whisper Man) di Alex North
- 2021: When She Was Good di Michael Robotham[1]
  - Sangue inquieto (Troubled Blood) di Robert Galbraith
  - The Nothing Man di Catherine Ryan Howard
  - Il diavolo e l'acqua scura (The Devil and the Dark Water) di Stuart Turton
  - One by One di Ruth Ware
  - We Begin at the End di Chris Whitaker
- 2022: Dead Ground di M. W. Craven
  - Find You First di Linwood Barclay
  - The Pact di Sharon Bolton
  - The Devil’s Advocate di Steve Cavanagh
  - Razorblade Tears di S. A. Cosby
  - La ragazza dei sogni (Dream Girl) di Laura Lippman
- 2023: Agent Seventeen di John Brownlow[2]
  - Take Your Breath Away di Linwood Barclay
  - The Botanist di M. W. Craven
  - Un cuore nero inchiostro (The ink black heart) di Robert Galbraith
  - The Chase di Ava Glass
  - Crepare di maggio (May God Forgive) di Alan Parks
- 2024: Tutti sanno (Everybody Knows) di Jordan Harper[3]
  - Il sangue dei peccatori (All the Sinners Bleed) di S. A. Cosby
  - Ozark Dogs di Eli Cranor
  - The Mantis di Kōtarō Isaka
  - La terra delle ombre (Gaslight) di Femi Kayode
  - Drowning: The Rescue of Flight 1421 di T. J. Newman